# Frederick Lane
Frederick Claude Vivian Lane (Millers Point, 2 februari 1880 – Avalon, 14 mei 1969) was een Australisch zwemmer

## Biografie
Lane werd geboren in Sydney en werd in 1898 Australazisch kampioen over 100 yards vrije slag. In 1899 emigreerde naar het Verenigd Koninkrijk.
Lane won tijdens de Olympische Zomerspelen van Parijs de gouden medaille op de 200 meter vrije slag en de 200 meter vrije slag met hindernissen. Deze medailles worden door het IOC aan het Verenigd Koninklijk toegekend.
In oktober 1902 zwom hij als eerste de 100 yards (91,44 meter) binnen de minuut. Aan het einde van het jaar 1902 stopte hij met zwemmen en emigreerde weer terug naar Australië.

## Onderscheidingen
- 1969: opname in de International Swimming Hall of Fame

1900: Frederick Lane ·
1968: Mike Wenden ·
1972: Mark Spitz ·
1976: Bruce Furniss ·
1980: Sergej Kopljakov ·
1984: Michael Groß ·
1988: Duncan Armstrong ·
1992: Jevgeni Sadovy ·
1996: Danyon Loader ·
2000: Pieter van den Hoogenband ·
2004: Ian Thorpe ·
2008: Michael Phelps ·
2012: Yannick Agnel ·
2016: Sun Yang  ·
2020: Thomas Dean ·
2024: David Popovici
- Australian Dictionary of Biography: lane-frederick-claude-vivian-7023
- SNAC: w6bk5px2
- Trove: 1464644
- Virtual International Authority File: 91397303